# Villefranque (Hautes-Pyrénées)
Villefranque település Franciaországban, Hautes-Pyrénées megyében. Lakosainak száma 74 fő (2022. január 1.). Villefranque Caussade-Rivière, Estirac, Lascazères és Sombrun községekkel határos.

## Népesség
A település népessége az elmúlt években az alábbi módon változott:
| Lakosok száma | 88   | 83   | 79   | 77   | 76   | 74   | 73   | 74   |
|               | 2013 | 2015 | 2017 | 2018 | 2019 | 2020 | 2021 | 2022 |